# Dennis Sørensen
Dennis Sørensen (født 24. maj 1981) er en tidligere dansk fodboldspiller. Han har også oprådt på U/21-landsholdet og A-landsholdet (debut mod Liechtenstein i 2006).
I februar 2004 kom Dennis Sørensen til FC Midtjylland fra FC Nordsjælland. Han blev anbefalet af holdets nye træner Erik Rasmussen, som var hentet i 2. divisions-klubben Næstved.
I sine tidligere fodboldår har Dennis Sørensen optrådt for AC Ballerup og Farum Boldklub (fra og med 2003 har Farum BK heddet FC Nordsjælland) samt Energie Cottbus.
Dennis Sørensen er 193 cm høj og vejer 84 kg.